# Эйн-Дор
Эйн-Дор (ивр. עֵין דּוֹר‎) — израильский кибуц на востоке долины Ксулот, на склонах Нижней Галилеи, примерно в 10 километрах к северо-востоку от Афулы, на территории регионального совета «Эмек-Изреэль». Кибуц основан в 1947 году воспитанниками молодёжного движения «Ха-шомер ха-цаир» из Германии, Венгрии, США и жителями Израиля, к которым в 1950-е годы присоединились репатрианты из Южной Америки. Он принадлежит к кибуцному движению.

## История
Основатели кибуца первоначально образовали в 1940 году кибуц Вав движения Ха-шомер ха-цаир в Нахалат-Йехуда. В 1943 году 930 дунамов земель, купленных Еврейским национальным фондом, были переданы в сельскохозяйственную обработку. В своей работе они терпели множество притеснений со стороны арабов из окружающих деревень: Бейт-Джан, Язор, Аль-Хайрия и Сакия. 5 августа 1944 года английская мандатная полиция совершила рейд в кибуц и арестовала Давида Эпштейна и Давида Саломона по обвинению в незаконном хранении оружия. Их друзья из кибуца не позволили вывезти задержанных из этого района, и они были освобождены. Достигнув с властями договоренности о том, что им будет назначено лишь легкое наказание, они сдались властям. Их линия защиты в суде заключалась в том, что мандатная полиция не помогла им защитить их собственность от преследований окружающих арабов. Поэтому им ничего не оставалось, как прибегнуть к нелегальному оружию, которое использовалось только для обороны. Оба были приговорены к семи годам тюремного заключения, но Эпштейн был освобожден в мае в рамках амнистии, объявленной сотням заключенных в ознаменование победы над нацистской Германией.
В конце 1947 года члены кибуца переехали в район Эмек-Изреэль и временно поселились недалеко от Кфар-Киша, пока во время Войны за независимость не основали кибуц Эйн-Дор на землях поселения. Название кибуца похоже на название библейского Эйн-Дора, который упоминается, среди прочего, как резиденция аэндорской волшебницы, куда прибыл царь Саул накануне своей войны с филистимлянами. Название Эйн-Дора с библейского периода и со времен Мишны и амореев сохранилось в названии арабской деревни «Индор» которая располагалась примерно в 3,5 км к юго-западу от кибуца. В двух километрах к западу от кибуца находится Тель-Кишион («Хирбат-Кисон»), город, который также упоминается в истории племени Иссахарова.
«Эйн-Дор» стал одним из последних кибуцев, отказавшихся от Лина мешутефет (система в кибуцах, при которой дети спали вместе, отдельно от родителей).

## В XXI веке
В 2003 году большинство членов кибуца проголосовали за его приватизацию. Теперь кибуц Эйн-Дор — это приватизированный кибуц, члены которого получают дифференцированную заработную плату и оплачивают некоторые услуги, предоставляемые кибуцем своим членам. Основу экономики составляет завод «Тальдор» по производству кабелей связи, а также отрасли сельского хозяйства (полевые культуры, молочная ферма, бройлерный цех).
Дети жителей кибуца посещают региональную начальную школу «Офаким», расположенную в кибуце Мерхавия. Старшеклассники учатся в школе «Амаким-Тавор» в кибуце Мизра.
6 ноября 2009 года состоялось открытие жилого общественного квартала «Эмек-ха-Гафен», расположенного недалеко от кибуца. Его жители принимают активное участие в общественной жизни кибуца, но не являются напрямую членами кибуца.
В кибуце находится археологический музей, в котором собраны многие предметы, найденные в этой местности и относящиеся к разным периодам, начиная с доисторических времён. Музей также проводит образовательную деятельность, направленную на содействие еврейско-арабскому сосуществованию.

## Население
По данным Центрального статистического бюро Израиля, население на начало 2020 года составляло 1 031 человек.

## Галерея

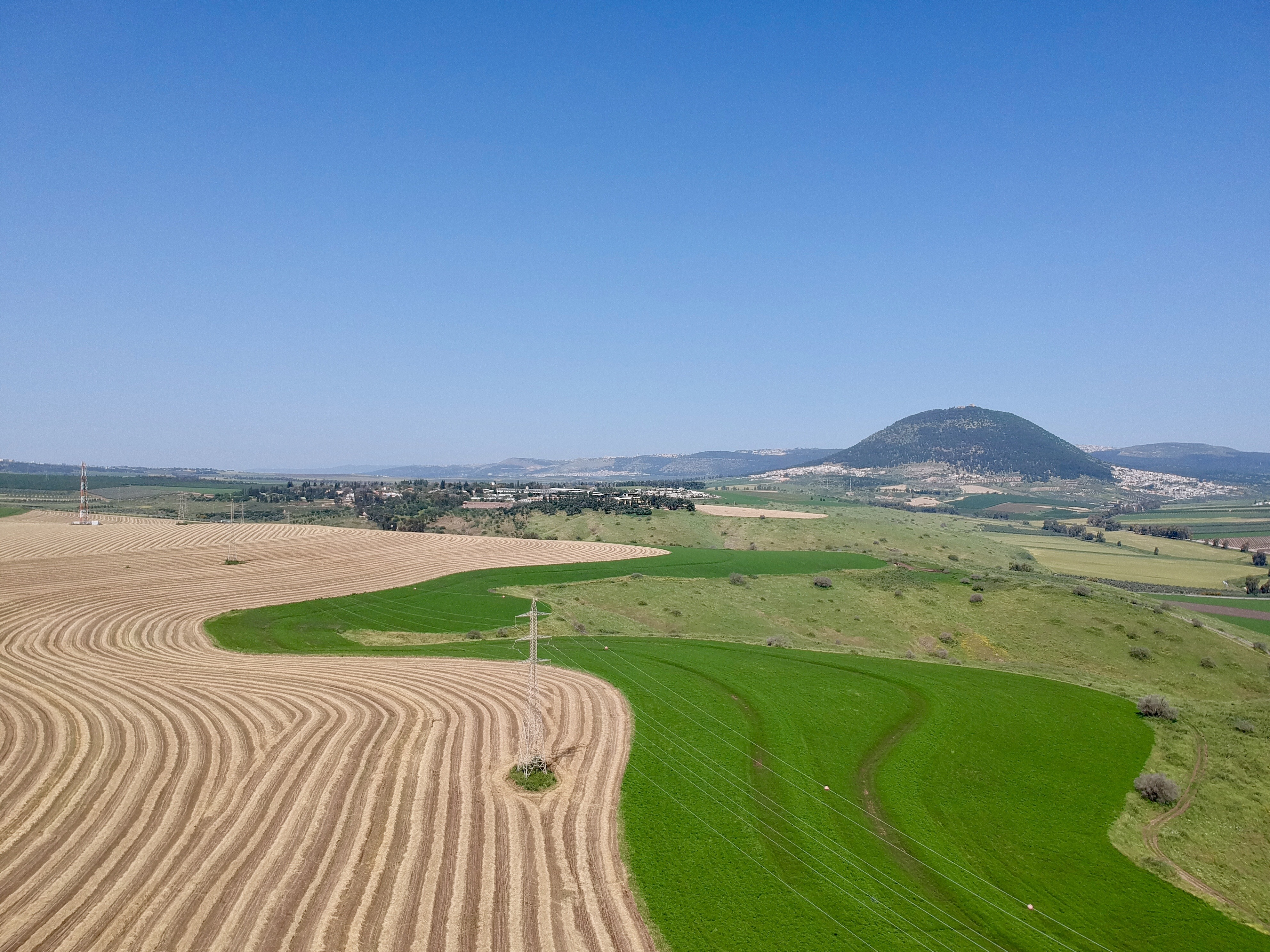
Кибуц Эйн-Дор на фоне горы Тавор, 2009 год
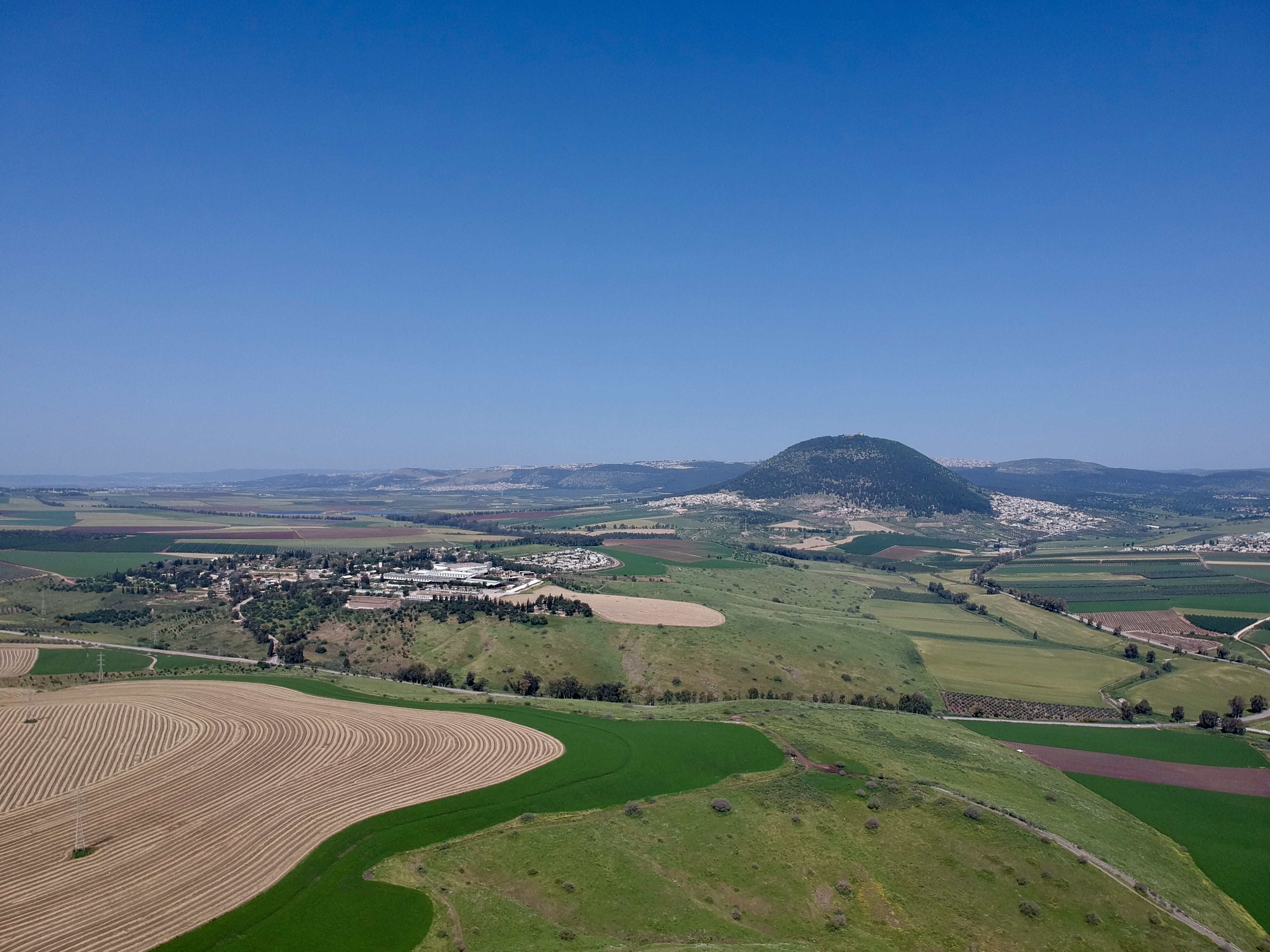
Кибуц Эйн-Дор